# Galeandra baueri
Galeandra baueri är en orkidéart som beskrevs av John Lindley. Galeandra baueri ingår i släktet Galeandra och familjen orkidéer. Inga underarter finns listade i Catalogue of Life.

## Bildgalleri

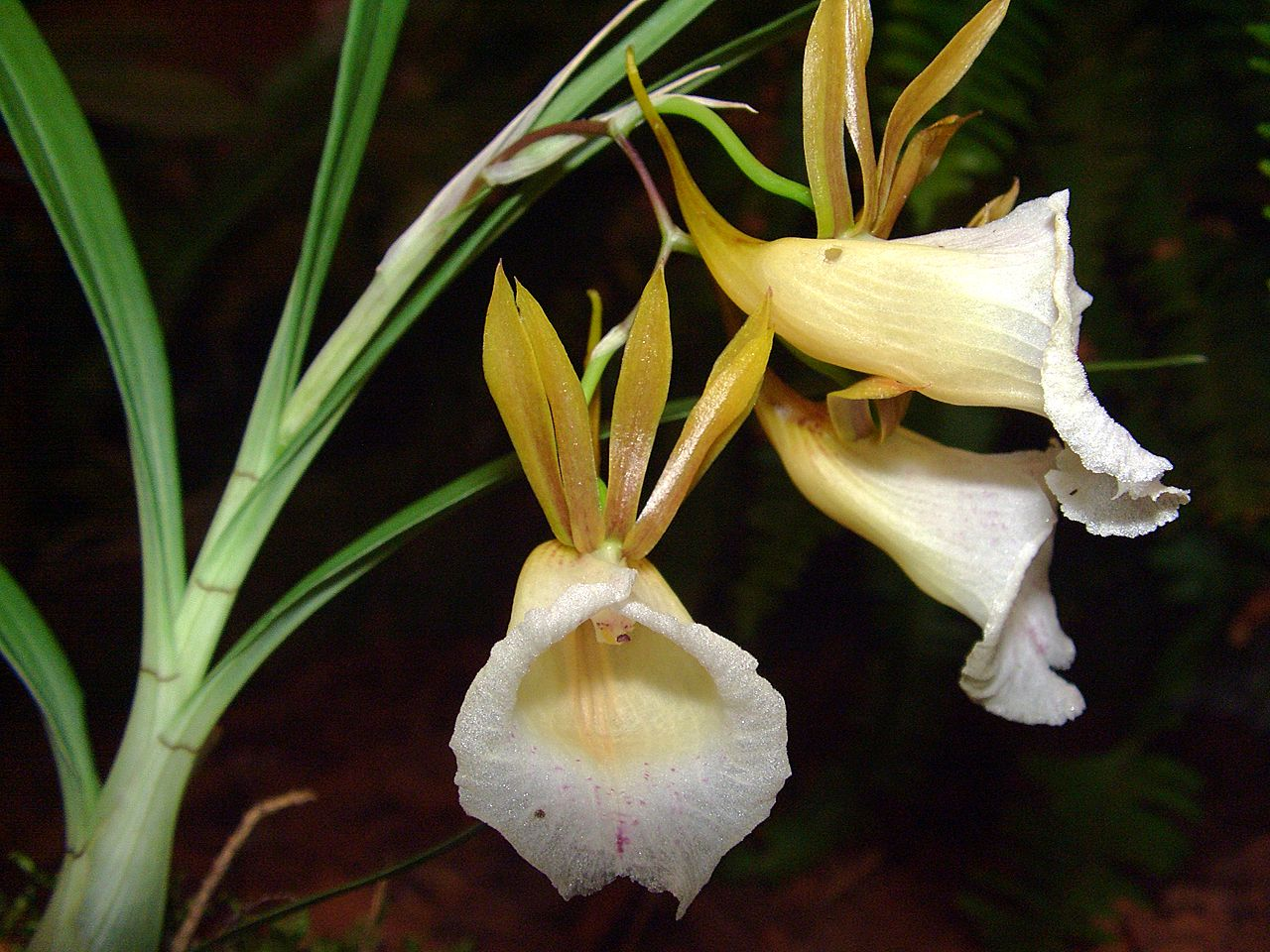
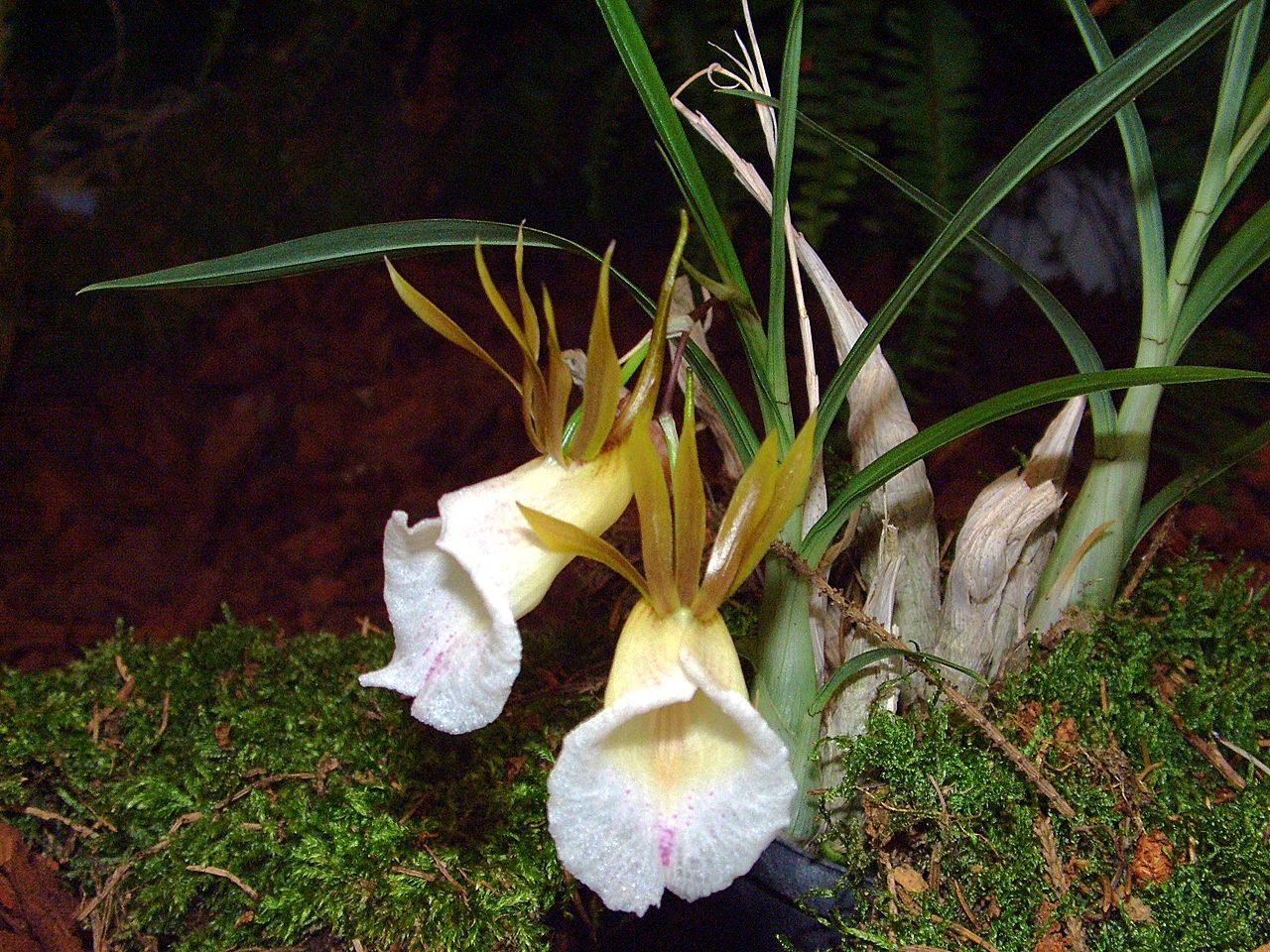
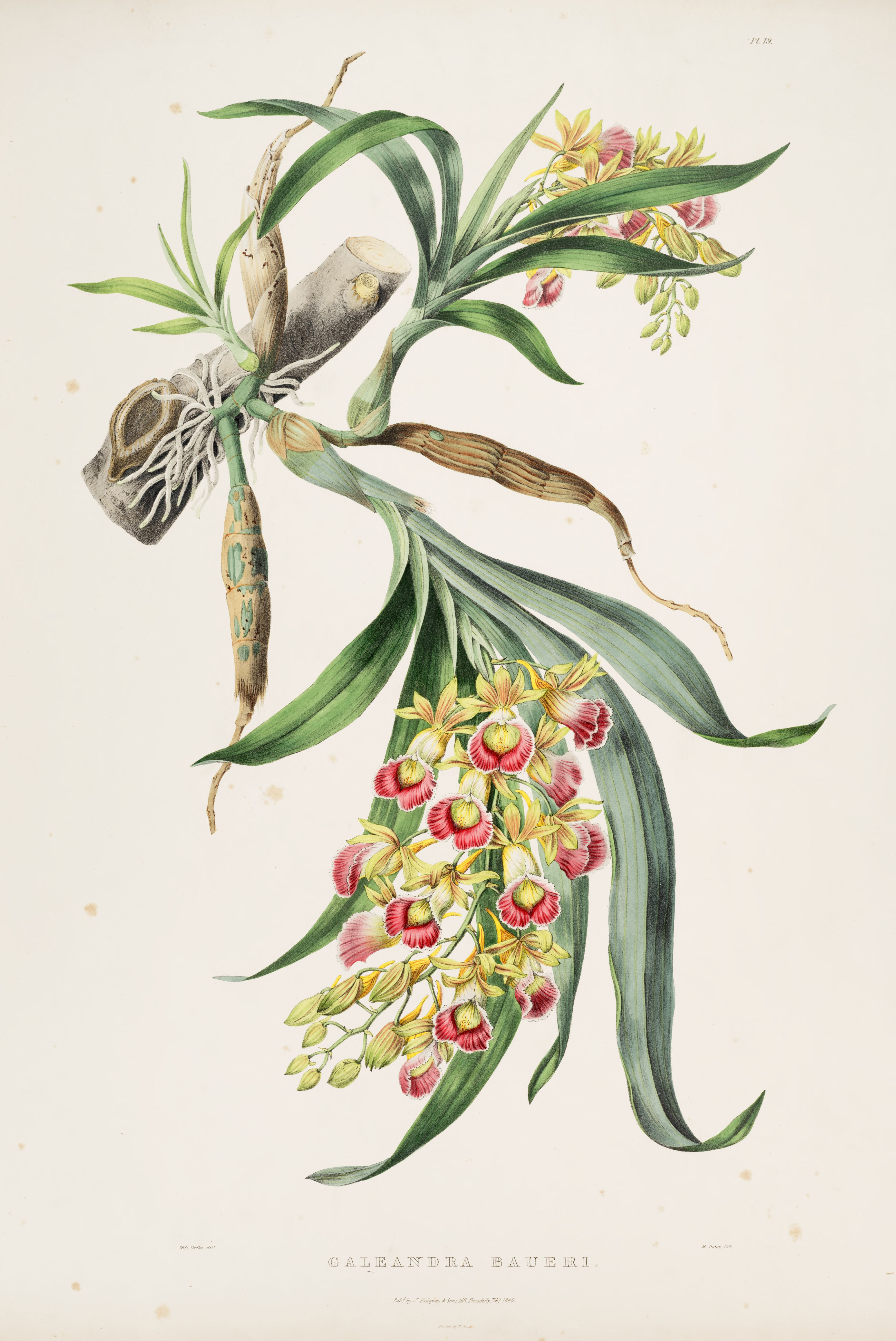
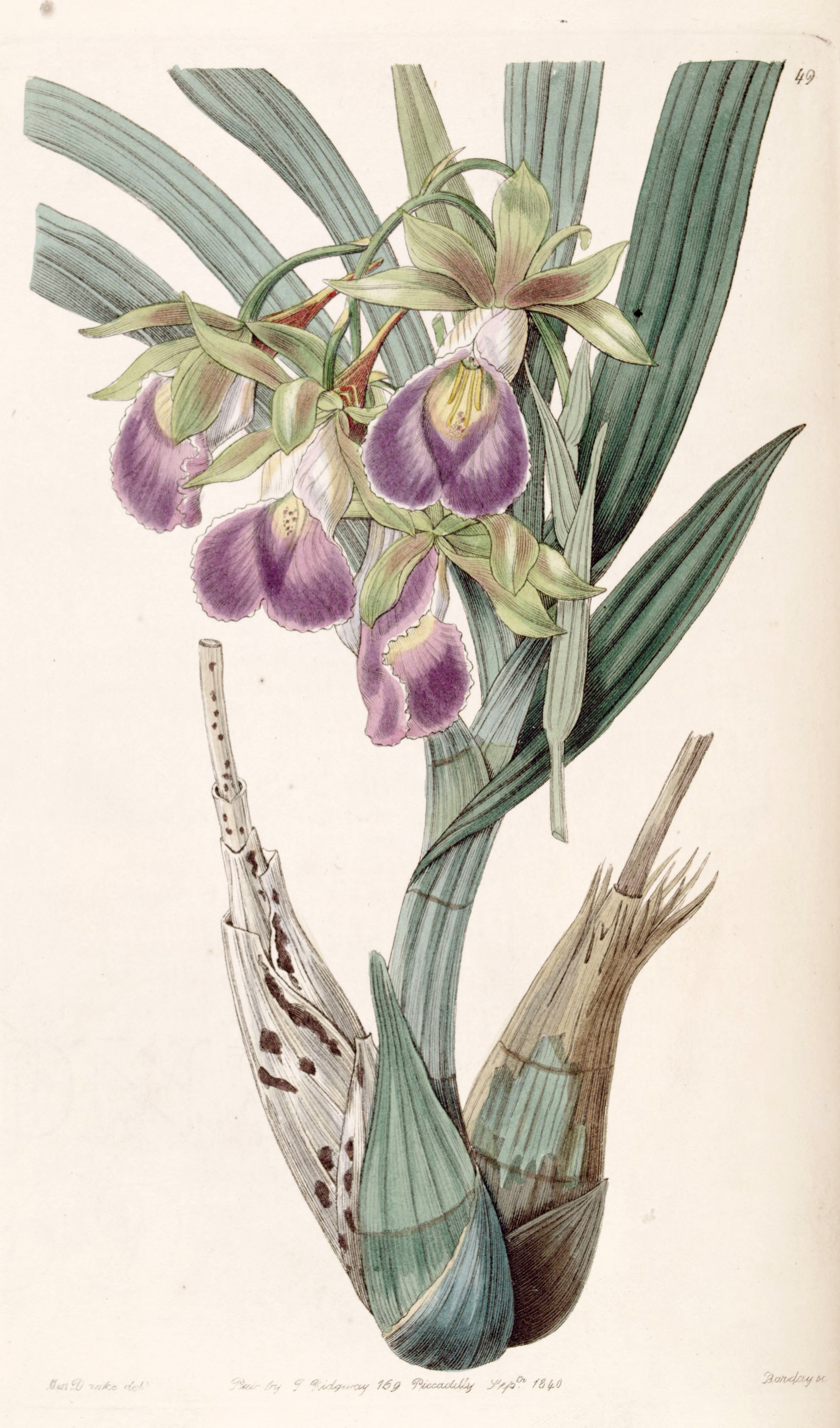
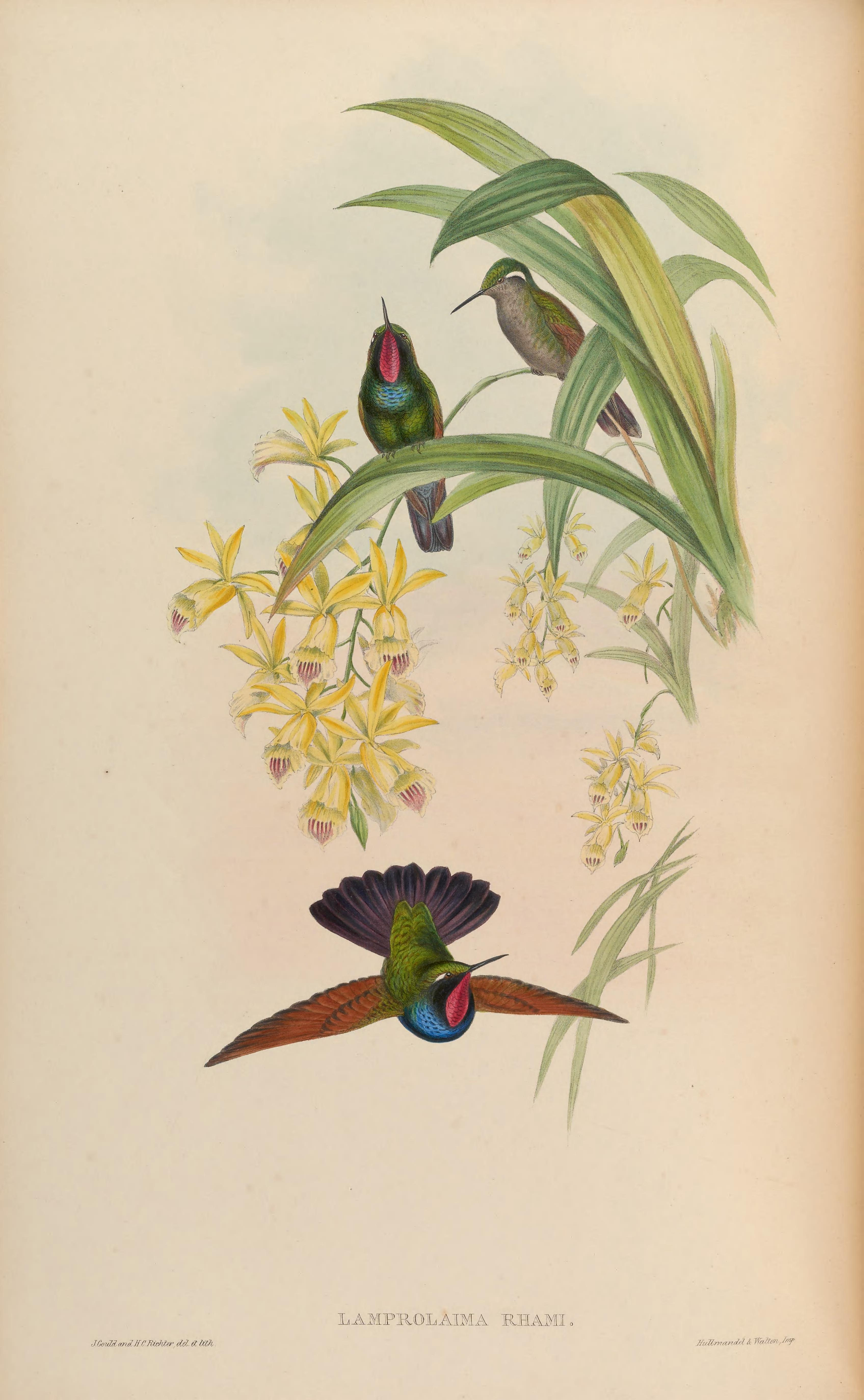
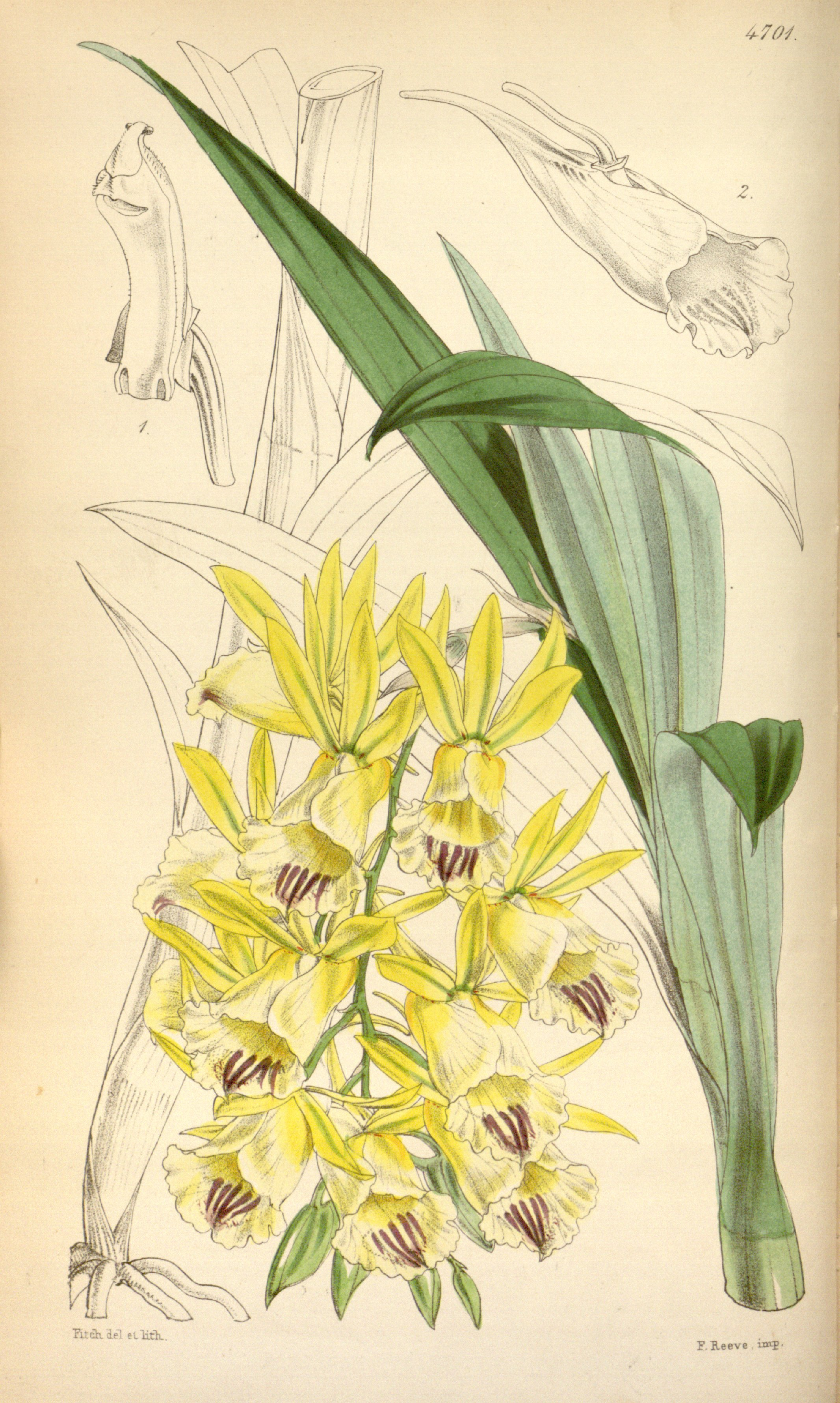